# Urung Pane
Urung Pane is een bestuurslaag in het regentschap Asahan van de provincie Noord-Sumatra, Indonesië. Urung Pane telt 3401 inwoners (volkstelling 2010).